# Oregon Route 212

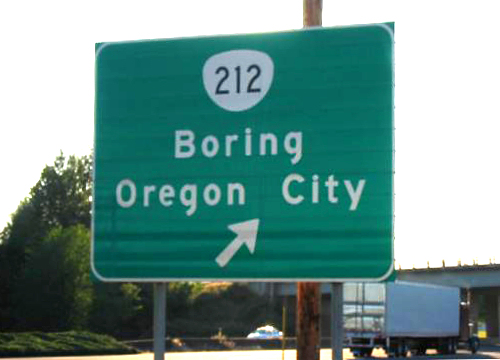
Útirány-előjelző tábla a 26-os országúton

Az Oregon Route 212 (OR-212) egy oregoni állami országút, amely kelet–nyugati irányban az Interstate 205 clackamasi csomópontjától a 26-os szövetségi országút boringi elágazásáig halad.
A szakasz Clackamas–Boring Highway No. 172 néven is ismert.

## Leírás
Az útvonal az Interstate 205 clackamasi lehajtójánál indul. A vasúti felüljáró után kettő kilométeren át közös szakaszon halad a 224-es úttal; annak első kereszteződésében Milwaukie, míg a másodikban Estacada felé lehet elkanyarodni. A csomópont után egy déli irányú félkör alakot ölt a pálya, majd kelet felé fordul; ezután északkeletre fordulva Damascusba érkezik. Innen a település végéig újra keleti irányban halad, majd egy újabb északkeleti kanyar után megérkezik Boringba, ahol becsatlakozik a 26-os szövetségi országútba.

### Nyomvonal-korrekciók
A keleti szakasz a U.S. 26 nyomvonal-korrekciója előtt a Compton Roadon és az Orient Drive-on futott.
Az Interstate 205 megépülte előtt a 212-es és 213-as utak közös útvonala a Willamatte-folyót keresztezve West Linnen át egészen Tualatinig, a 99W út csomópontjáig haladt. A közös pálya a 244-es út eredeti útvonalát váltotta ki, majd az autópálya megépülte után a szakaszt leminősítették, a Clackamas-folyón átívelő, Oregon Cityt és Gladstone-t összekötő hidat pedig lezárták.
A Happy Valley délnyugati 172. sugárútján kiépített körforgalom egy mára felhagyott szakasz maradványa.
Az útvonal eredetileg a délnyugati 257. sugárúton, az észak–kelet irányú félkörön vezetett keresztül, az északkeleti egyenes szakasszal ezt a három kanyart váltották ki.
Az út Boring eleji szakasza eredetileg a délnyugati Fireman Wayen és a délnyugati 272. sugárúton át futott.

## Fordítás
- Ez a szakasz részben vagy egészben  az   Oregon Route 212 című angol Wikipédia-szócikk History című fejezete ezen változatának fordításán alapul.  Az eredeti cikk szerkesztőit annak laptörténete sorolja fel. Ez a jelzés csupán a megfogalmazás eredetét és a szerzői jogokat jelzi, nem szolgál a cikkben szereplő információk forrásmegjelöléseként.